# Abu Dhabi Tour 2016
L'Abu Dhabi Tour 2016, seconda edizione della corsa, valevole come evento dell'UCI Asia Tour 2016, si svolse in quattro tappe dal 20 al 23 ottobre 2016 su un percorso di 555 km, con partenza da Madinat Zayed ed arrivo sul circuito di Yas Marina di Abu Dhabi. La vittoria fu appannaggio dell'estone Tanel Kangert, che terminò la gara in 12h27'34" precedendo l'irlandese Nicolas Roche e l'italiano Diego Ulissi.
Al traguardo del circuito di Yas Marina furono 102 i ciclisti, dei 107 alla partenza, che portarono a termine la competizione.

## Tappe
| Tappa  | Data       | Percorso                                        | km  | Vincitore di tappa | Leader cl. generale |
| ------ | ---------- | ----------------------------------------------- | --- | ------------------ | ------------------- |
| 1ª     | 20 ottobre | Madinat Zayed > Madinat Zayed                   | 147 | Giacomo Nizzolo    | Giacomo Nizzolo     |
| 2ª     | 21 ottobre | Abu Dhabi > Abu Dhabi (Al Marina)               | 115 | Mark Cavendish     | Mark Cavendish      |
| 3ª     | 22 ottobre | Al Ain > Jebel Hafeet                           | 150 | Tanel Kangert      | Tanel Kangert       |
| 4ª     | 23 ottobre | Circuito di Yas Marina > Circuito di Yas Marina | 143 | Mark Cavendish     | Tanel Kangert       |
| Totale | Totale     | Totale                                          | 555 |                    |                     |

## Squadre e corridori partecipanti
| N.    | Cod. | Squadra               |
| ----- | ---- | --------------------- |
| 1-6   | AST  | Astana Pro Team       |
| 11-16 | BMC  | BMC Racing Team       |
| 21-26 | CCC  | CCC Sprandi Polkowice |
| 31-36 | GAZ  | Gazprom-RusVelo       |
| 41-46 | LAM  | Lampre-Merida         |
| 51-56 | LTS  | Lotto-Soudal          |
| 61-66 | MCC  | Minsk Cycling Club    |
| 71-76 | MOV  | Movistar Team         |
| 81-86 | ANS  | Nasr Dubai            |

| N.      | Cod. | Squadra                    |
| ------- | ---- | -------------------------- |
| 91-96   | ONE  | ONE Pro Cycling            |
| 101-106 | OBE  | Orica-BikeExchange         |
| 111-116 | DDD  | Team Dimension Data        |
| 121-126 | TGA  | Team Giant-Alpecin         |
| 131-136 | SKY  | Team Sky                   |
| 141-146 | WGN  | Team Wiggins               |
| 151-156 | TNK  | Tinkoff                    |
| 161-166 | TFS  | Trek-Segafredo             |
| 171-176 | STH  | Wilier Triestina-Southeast |

## Dettagli delle tappe

### 1ª tappa
20 ottobre: Madinat Zayed > Madinat Zayed – 147 km
Risultati
| Pos. | Corridore       | Squadra   | Tempo    |
| ---- | --------------- | --------- | -------- |
| 1    | Giacomo Nizzolo | Trek      | 3h15'59" |
| 2    | John Degenkolb  | Giant     | s.t.     |
| 3    | Mark Cavendish  | Dimension | s.t.     |

| Pos. | Corridore       | Squadra   | Tempo    |
| ---- | --------------- | --------- | -------- |
| 1    | Giacomo Nizzolo | Trek      | 3h15'49" |
| 2    | John Degenkolb  | Giant     | a 4"     |
| 3    | Mark Cavendish  | Dimension | a 6"     |

### 2ª tappa
21 ottobre: Abu Dhabi > Abu Dhabi (Al Marina) – 115 km
Risultati
| Pos. | Corridore       | Squadra   | Tempo    |
| ---- | --------------- | --------- | -------- |
| 1    | Mark Cavendish  | Dimension | 2h32'21" |
| 2    | Elia Viviani    | Sky       | s.t.     |
| 3    | Andrea Guardini | Astana    | s.t.     |

| Pos. | Corridore       | Squadra   | Tempo    |
| ---- | --------------- | --------- | -------- |
| 1    | Mark Cavendish  | Dimension | 5h48'06" |
| 2    | Giacomo Nizzolo | Trek      | a 4"     |
| 3    | Jens Keukeleire | Orica     | a 5"     |

### 3ª tappa
22 ottobre: Al Ain > Jebel Hafeet – 150 km
Risultati
| Pos. | Corridore      | Squadra   | Tempo    |
| ---- | -------------- | --------- | -------- |
| 1    | Tanel Kangert  | Astana    | 3h31'31" |
| 2    | Nicolas Roche  | Sky       | a 17"    |
| 3    | Mekseb Debesay | Dimension | a 33"    |

| Pos. | Corridore     | Squadra | Tempo    |
| ---- | ------------- | ------- | -------- |
| 1    | Tanel Kangert | Astana  | 9h19'44" |
| 2    | Nicolas Roche | Sky     | a 21"    |
| 3    | Diego Ulissi  | Lampre  | a 43"    |

### 4ª tappa
23 ottobre: Circuito di Yas Marina > Circuito di Yas Marina – 143 km
Risultati
| Pos. | Corridore       | Squadra   | Tempo    |
| ---- | --------------- | --------- | -------- |
| 1    | Mark Cavendish  | Dimension | 3h07'44" |
| 2    | Giacomo Nizzolo | Trek      | s.t.     |
| 3    | Elia Viviani    | Sky       | s.t.     |

| Pos. | Corridore     | Squadra | Tempo     |
| ---- | ------------- | ------- | --------- |
| 1    | Tanel Kangert | Astana  | 12h27'34" |
| 2    | Nicolas Roche | Sky     | a 21"     |
| 3    | Diego Ulissi  | Lampre  | a 43"     |

## Evoluzione delle classifiche
| Tappa              | Vincitore          | Classifica generale Maglia rossa | Classifica a punti Maglia verde | Classifica giovani Maglia bianca | Classifica sprint intermedi Maglia nera | Classifica a squadre |
| ------------------ | ------------------ | -------------------------------- | ------------------------------- | -------------------------------- | --------------------------------------- | -------------------- |
| 1ª                 | Giacomo Nizzolo    | Giacomo Nizzolo                  | Giacomo Nizzolo                 | Dion Smith                       | Jens Keukeleire                         | Tinkoff              |
| 2ª                 | Mark Cavendish     | Mark Cavendish                   | Mark Cavendish                  | Dion Smith                       | Jens Keukeleire                         | Tinkoff              |
| 3ª                 | Tanel Kangert      | Tanel Kangert                    | Mark Cavendish                  | Julien Bernard                   | Jens Keukeleire                         | ONE Pro Cycling      |
| 4ª                 | Mark Cavendish     | Tanel Kangert                    | Mark Cavendish                  | Julien Bernard                   | Jens Keukeleire                         | ONE Pro Cycling      |
| Classifiche finali | Classifiche finali | Tanel Kangert                    | Mark Cavendish                  | Julien Bernard                   | Jens Keukeleire                         | ONE Pro Cycling      |

## Classifiche finali

### Classifica generale - Maglia rossa
| Pos. | Corridore        | Squadra  | Tempo     |
| ---- | ---------------- | -------- | --------- |
| 1    | Tanel Kangert    | Astana   | 12h27'34" |
| 2    | Nicolas Roche    | Sky      | a 21"     |
| 3    | Diego Ulissi     | Lampre   | a 43"     |
| 4    | Vincenzo Nibali  | Astana   | a 1'00"   |
| 5    | Alberto Contador | Tinkoff  | s.t.      |
| 6    | Julien Bernard   | Trek     | a 1'02"   |
| 7    | Ben Hermans      | BMC      | a 1'29"   |
| 8    | Martijn Tusveld  | Giant    | a 1'38"   |
| 9    | Winner Anacona   | Movistar | s.t.      |
| 10   | Jesper Hansen    | Tinkoff  | s.t.      |

### Classifica a punti - Maglia verde
| Pos. | Corridore       | Squadra   | Punti |
| ---- | --------------- | --------- | ----- |
| 1    | Mark Cavendish  | Dimension | 53    |
| 2    | Giacomo Nizzolo | Trek      | 44    |
| 3    | Jens Keukeleire | Orica     | 32    |
| 4    | Elia Viviani    | Sky       | 28    |
| 5    | Kristian House  | ONE       | 24    |

### Classifica sprint intermedi - Maglia nera
| Pos. | Corridore         | Squadra      | Punti |
| ---- | ----------------- | ------------ | ----- |
| 1    | Jens Keukeleire   | Orica        | 32    |
| 2    | Kristian House    | ONE          | 24    |
| 3    | Dion Smith        | ONE          | 18    |
| 4    | Frederik Frison   | Lotto-Soudal | 11    |
| 5    | Greg Van Avermaet | BMC          | 10    |

### Classifica giovani - Maglia bianca
| Pos. | Corridore       | Squadra  | Tempo     |
| ---- | --------------- | -------- | --------- |
| 1    | Julien Bernard  | Trek     | 12h28'36" |
| 2    | Martijn Tusveld | Giant    | a 36"     |
| 3    | Daniel Pearson  | Wiggins  | a 1'17"   |
| 4    | Dayer Quintana  | Movistar | a 1'51"   |
| 5    | Dion Smith      | ONE      | a 1'56"   |

### Classifica a squadre
| Pos. | Squadra            | Tempo     |
| ---- | ------------------ | --------- |
| 1    | ONE Pro Cycling    | 37h31'56" |
| 2    | Team Giant-Alpecin | a 1'06"   |
| 3    | Orica-BikeExchange | a 4'56"   |
| 4    | Astana Pro Team    | a 7'11"   |
| 5    | Tinkoff            | a 8'18"   |